# De IJsvogel
De IJsvogel, ook wel De Ysvogel genoemd, was in Nederland een hofstede en steenfabriek langs de rivier de Utrechtse Vecht tussen de dorpen Maarssen en Oud-Zuilen.
Reeds in 1754 werd de hofstede met een steenplaats genoemd. De oprichting van een steenbakkerij/-fabriek was in de Vechtstreek vanaf de middeleeuwen een vaker voorkomend verschijnsel. Grondstoffen als turf en klei waren er eenvoudig voorhanden. Daarnaast waren ze (menigmaal) een geldbelegging.
Het fabriekscomplex van De IJsvogel is eind 20e eeuw afgebroken nadat de hofstede en de steenproductie al jaren waren verdwenen. Rond de locatie is een nieuwbouwwijk verrezen met diverse straatnamen die gerelateerd zijn aan De IJsvogel.